# Medborgarpartiet Bengtsfors
Medborgarpartiet Bengtsfors var ett lokalt politiskt parti som var registrerat för val till kommunfullmäktige i Bengtsfors kommun. Partiet var representerat i Bengtsfors kommunfullmäktige 1994 - 2002.